# Volkswagen Amarok
Volkswagen Amarok er en pickup-bilmodel fra det det tyske mærke Volkswagen. De fleste nyere eksemplarer har en 3.0 V6-motor med 163-258 HK.
Modellen er en mindre pickup, i to modelversioner, enkelt førerhus og dobbelt førerhus. Den er fremstillet med tre forskellige motorer, en benzin og to diesel, 6-trins gearkasse, permanent eller ikke-permanent indkoblet firehjulstræk eller baghjulstræk. Den har en stiv bagaksel med bladfjedre, der kan opnås med to forskellige suspensionskarakteristika. Den har foraksel med øvre og nedre akselarm og glidebremser, bilrammen af typen "stige", krops- og lastplanet er helt galvaniseret, skruet på rammen. skivebremser foran og tromlebremse bagved. Modellerne hedder Basis, Trendline og Highline.
| Stub | Spire Denne bilrelaterede artikel er en spire som bør udbygges. Du er velkommen til at hjælpe Wikipedia ved at udvide den. |